# Geremia Discanno
Geremia Discanno (Barletta, 20 maggio 1839 – Napoli, 14 gennaio 1907) è stato un pittore italiano.
Guadagnò popolarità grazie agli scavi di Pompei, che lo videro fra i pittori più in gamba nel salvataggio su carta degli affreschi che venivano man mano riscoperti. Affrescò numerose residenza napoletane e romane. Affrescò alcuni ambienti dell'Opéra national de Paris . Nel 1890 affrescò in Grecia l'appartamento di Elisabetta di Baviera.

## Biografia
Discanno nacque il 20 maggio 1839 a Barletta, in una casa sita in pieno centro storico, a pochi passi dall'abitazione di un altro grande pittore Barlettano, Giuseppe De Nittis.
La passione per la pittura gli fu probabilmente trasmessa dal padre, Gennaro Discanno, pittore di opere sacre, anche se il suo principale maestro fu Giovanni Battista Calò. 
La prima opera conosciuta di Geremia Discanno è "Il Torneo di Re Manfredi", datata 1859, realizzata copiando un sipario realizzato per il Teatro Piccinni di Bari dall'abile Michele De Napoli, nativo di Terlizzi. E fu proprio quest'ultimo ad accreditare Discanno presso il Real Istituto di Belle Arti.
Durante la sua permanenza a Napoli, Discanno perfezionò i suoi studi sotto la guida di Domenico Morelli e Filippo Palizzi, gli stessi che nel 1863, votarono per espellere il compaesano di Discanno, De Nittis, dall'Istituto di Belle Arti di Napoli.
Nel 1866 Discanno, sempre allievo modello, grazie al contributo della sua provincia natia, ricevette una borsa di studio per perfezionare la sua conoscenza artistica a Firenze.
Lì incontrò di nuovo il suo amico De Nittis e partecipò alla "Esposizione Solenne della Società d'Incoraggiamento delle Belle Arti", ottenendo un discreto successo, superando in molti casi, le quotazioni di pittori quali Giovanni Boldini, Giovanni Fattori e Telemaco Signorini.[]
I due Barlettani si ritrovarono a Torino nel 1867 per una nuova esposizione []
Geremia Discanno è universalmente per essere stato uno dei cosiddetti "pittori di Pomepi", una cerchia di artisti che durante gli scavi ottocenteschi si prodigarono di ricopiare fedelmente gli affreschi pompeiani prima della loro distruzione. 
Le opere di Discanno di questo periodo sono conservate all'interno del Museo Archeologico di Napoli.
Geremia Discanno morì a Napoli il 14 gennaio 1907.

## Lavoro a Pompei
Nel 1870 Discanno torna a Napoli e riallaccia i rapporti con Giuseppe Abbate, il primo disegnatore degli Scavi Reali che aveva forse incontrato per la prima volta alla mostra di Firenze del 1866. Abbate fu allievo, poi stretto collaboratore di Wilhelm Johann Karl Zahn dal 1833. Zahn aveva lavorato con gli archeologi di Pompei sotto l'incarico diretto del Re delle Due Sicilie. È probabile che questa amicizia portò nel 1870 Giuseppe Fiorelli a incaricare Discanno del progetto di copiatura degli affreschi che rinvenuti a Pompei.
Nell'opera "Gli scavi di Pompei dal 1861 al 1872" di Fiorelli, pubblicata nel 1873, sono elencati più di cinquanta meticolosi disegni di Discanno realizzati tra il 1870 e il 1872.[].
Nel 1874 un giovane storico dell'arte di Lipsia, Emil Presuhn, si trasferì a Pompei ed entrò subito in contatto con Discanno.  La loro collaborazione portò alla pubblicazione di "Die Pompejanische Wanddecoration" (Gli affreschi murali di Pompei) pubblicato a Lipsia nel 1877, contenente 24 tavole a colori delle fedeli riproduzioni di Discanno, seguito da "Pompeji: Die neuesten Ausgrabungen von 1874 bis 1878"  (Pompei: ultimi scavi dal 1874 al 1878) contenente 60 tavole di acquerelli di Discanno.[]  Una terza pubblicazione, aggiornando ed estendendo la precedente, "Pompeji: Die neuessten Ausgrabungen von 1874 bis 1881" contenente 80 tavole a colori degli acquerelli di Discanno fu pubblicata nel 1882 dopo la prematura scomparsa di Presuhn, morto a soli 36 anni.[]

## Galleria d'immagini

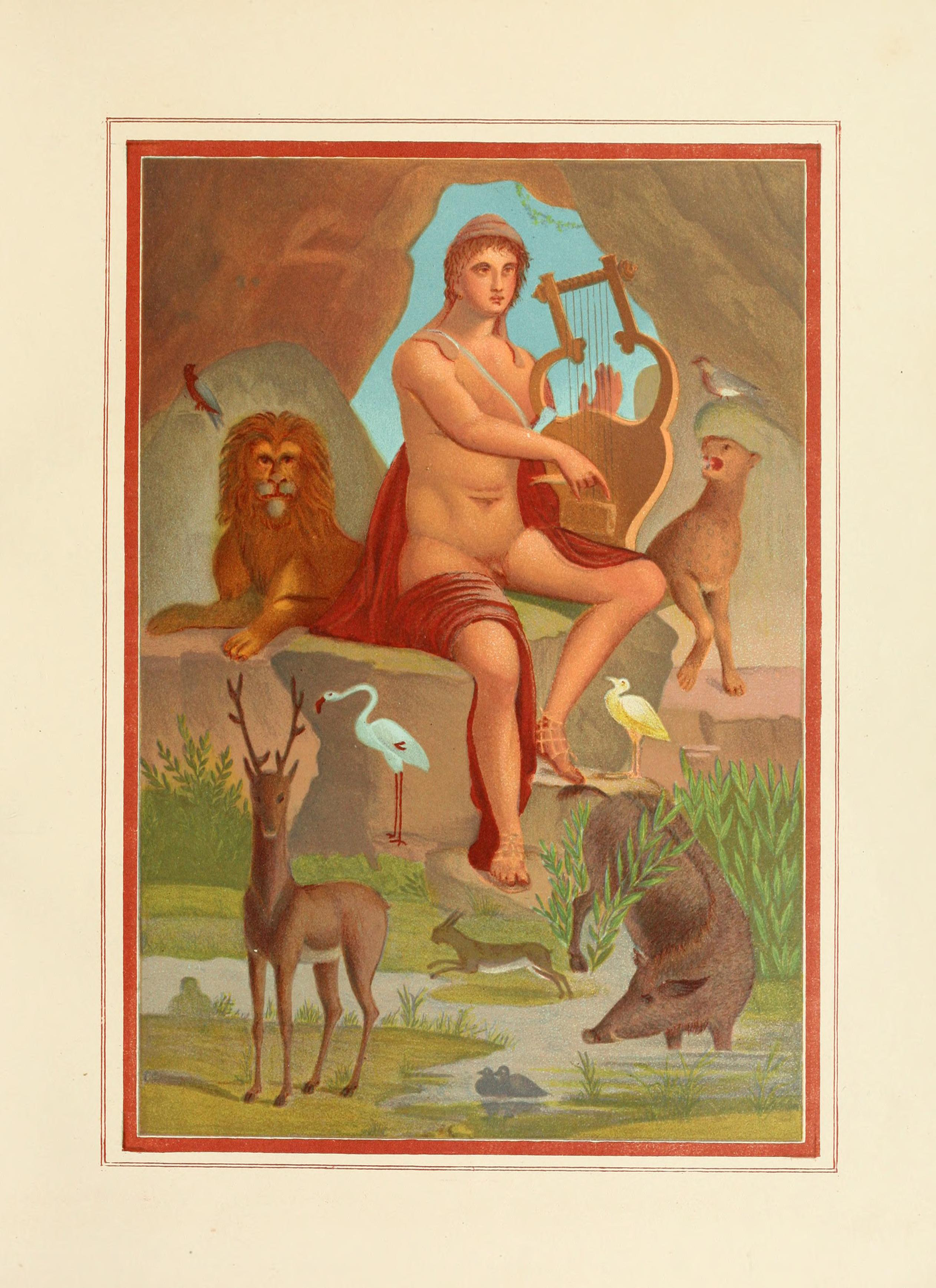
Particolare murale di Orfeo dal peristilio della Casa di Orfeo Pompei
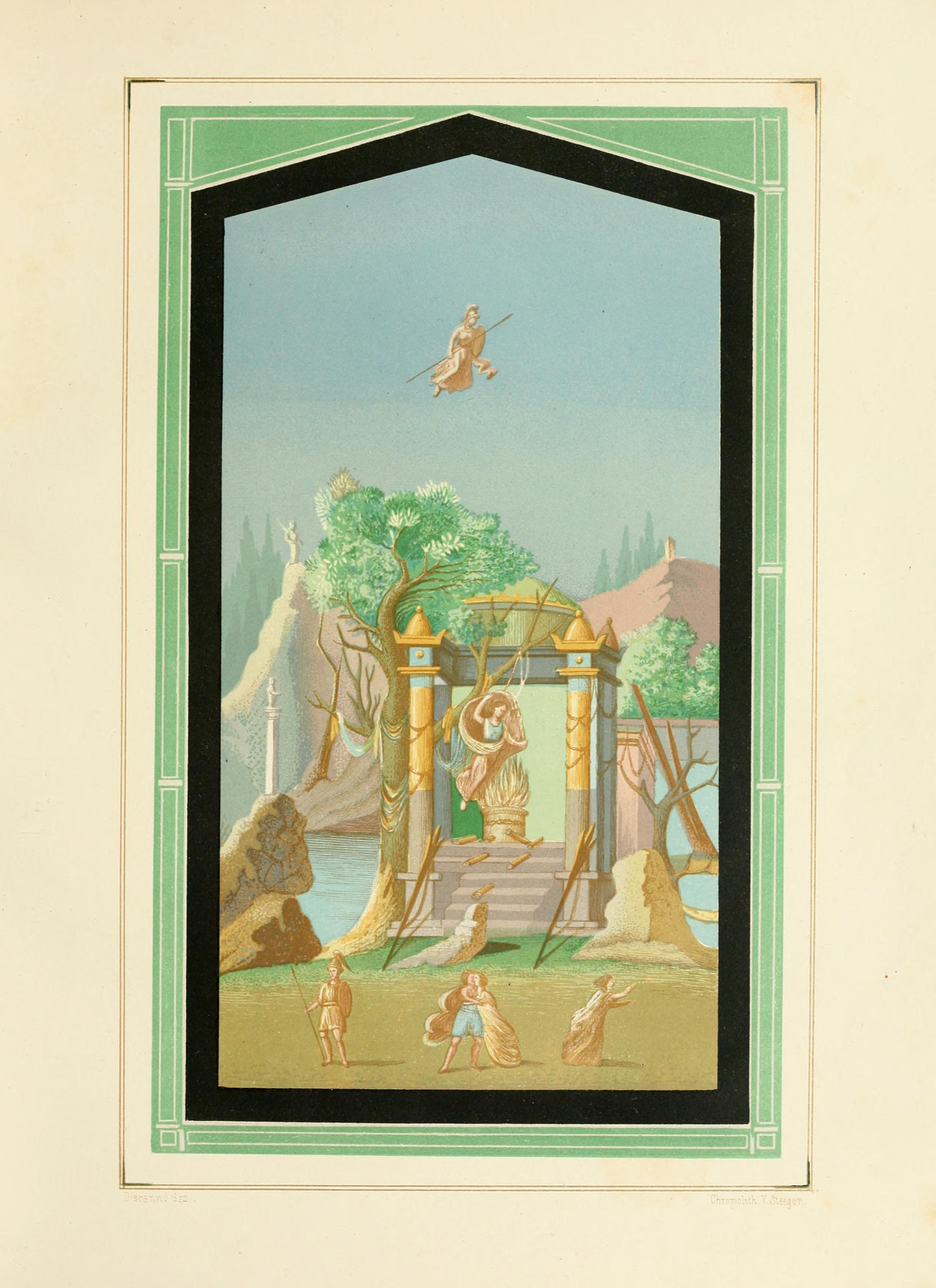
Murale mitologico della Casa di Orfeo
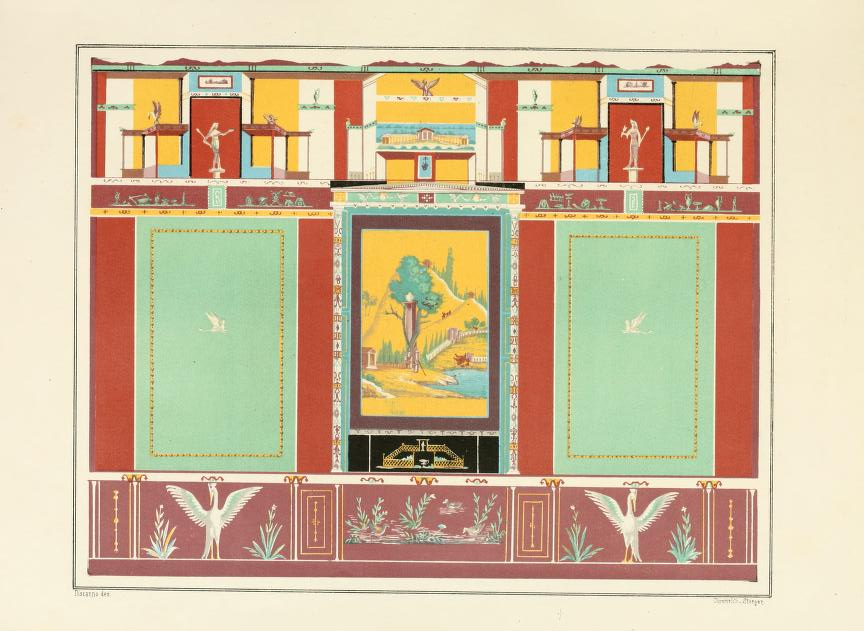
Un'altra parete affrescata della Casa di Orfeo
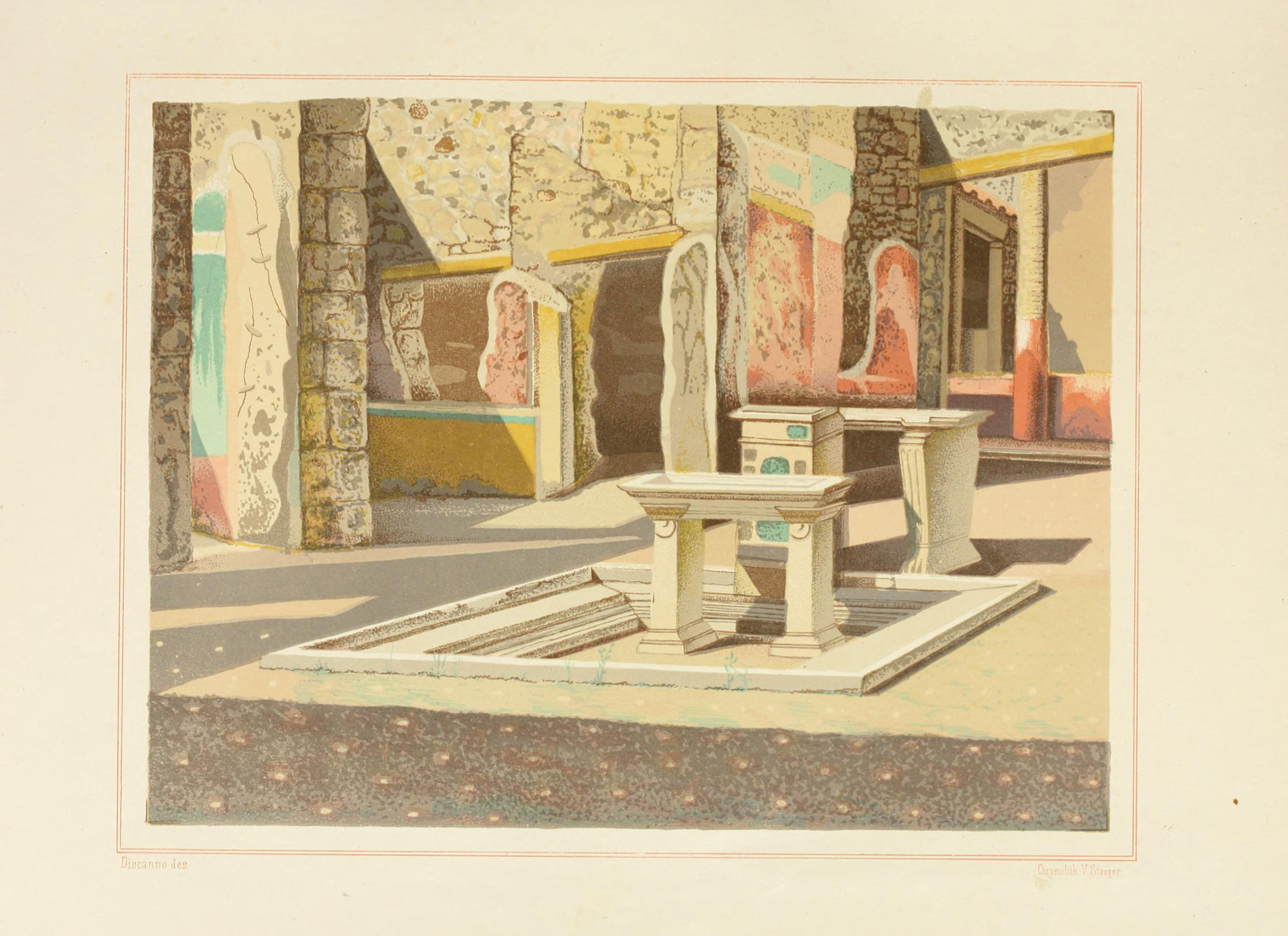
Atrio della fullonica nella Regio VI Ins 14 Pompei
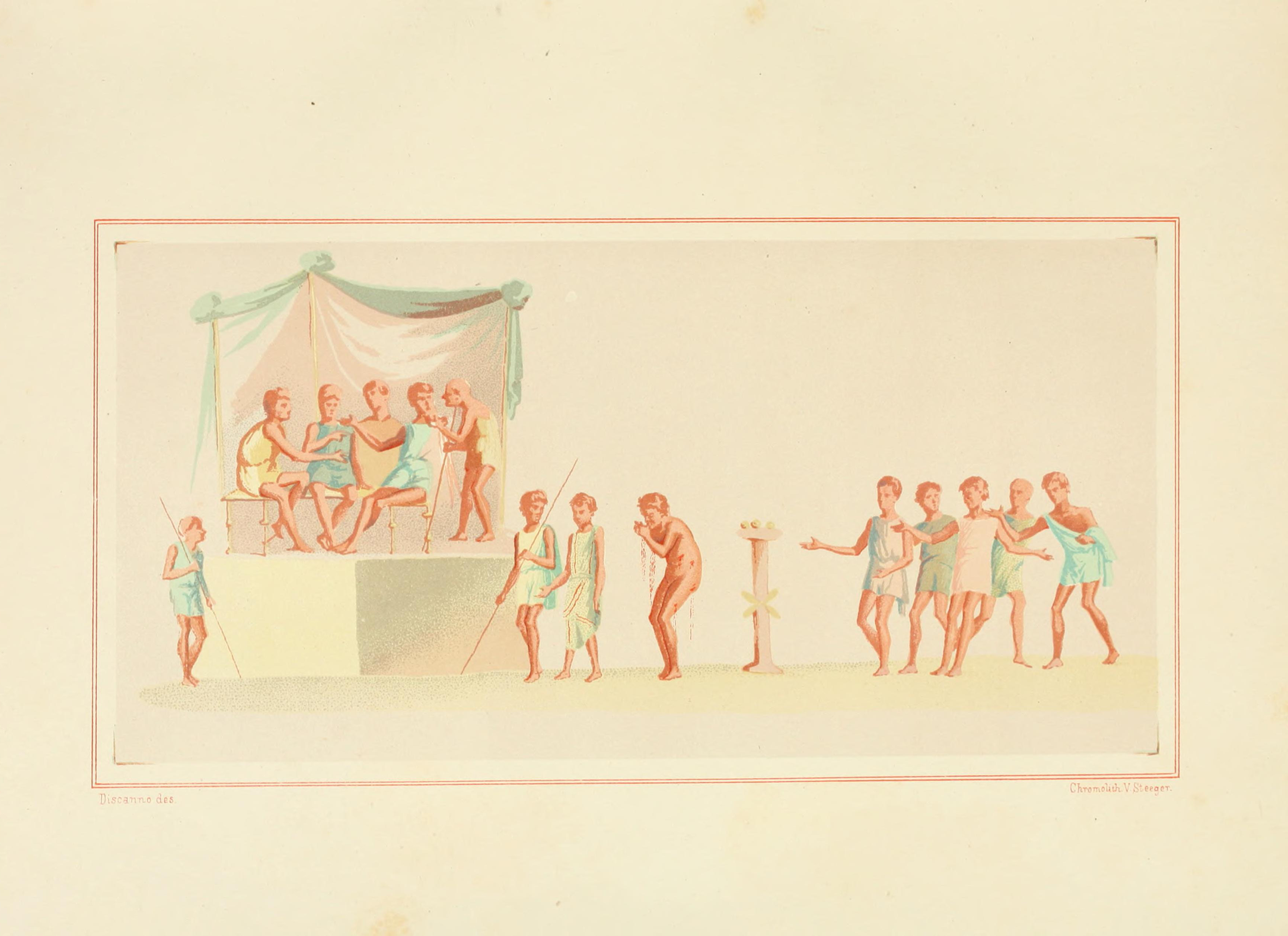
Casa senza nome con bottega in Regio VI Ins 14 (25-26) Pompei
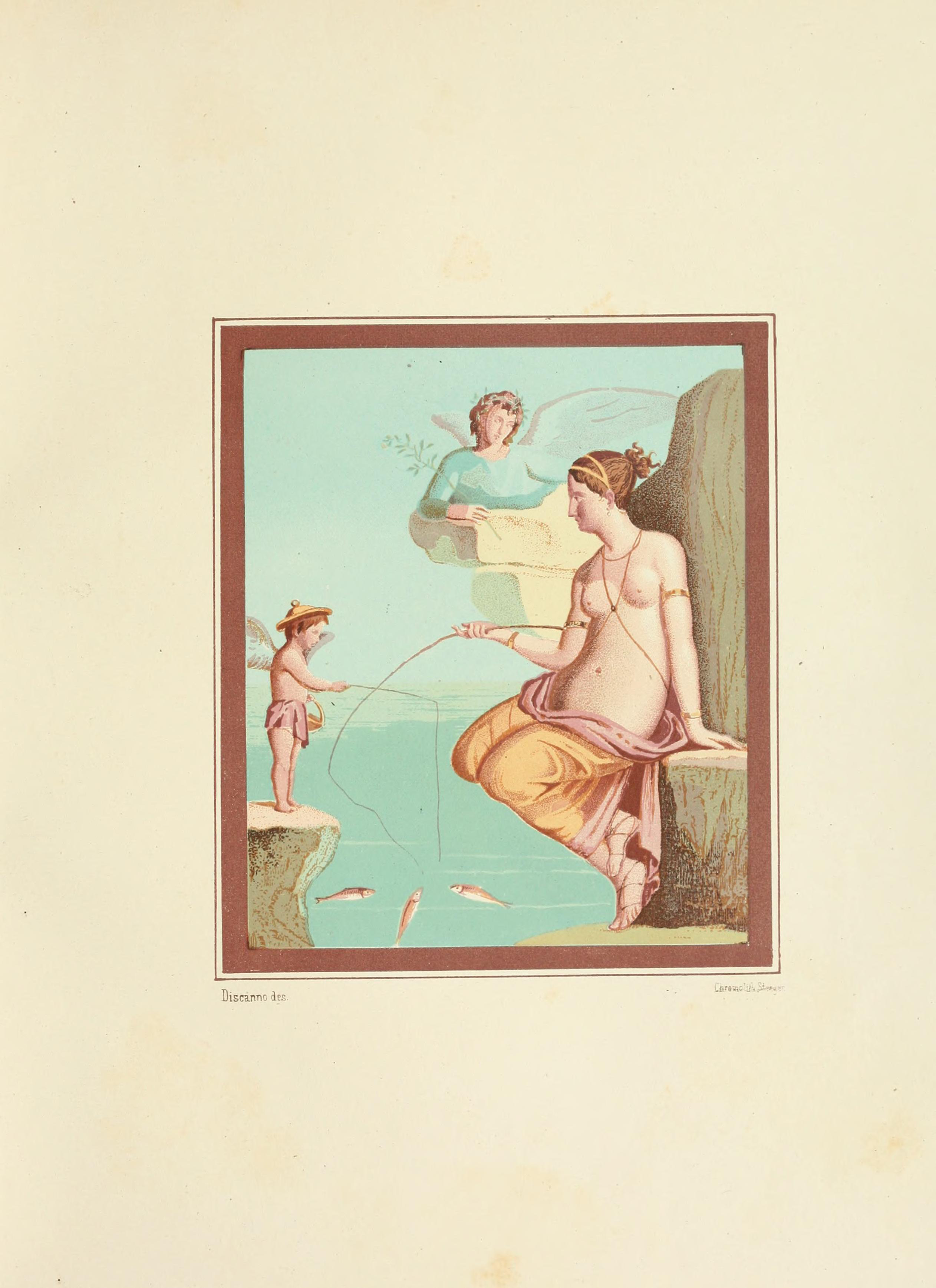
Affresco di Venere Pescatrice in Reg VI Ins 14 Taberna Lusoria (28)
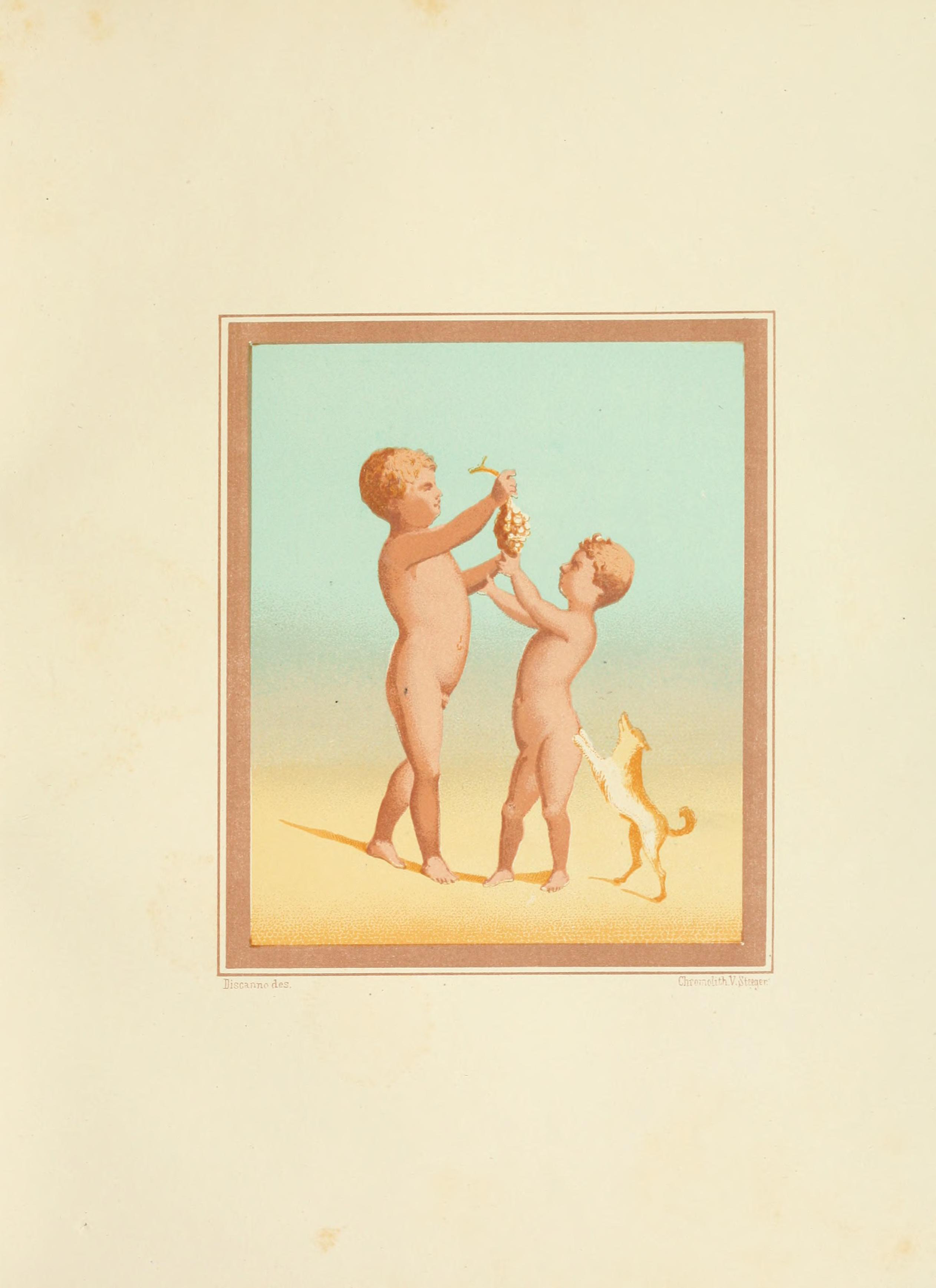
Affresco di bambini con cane da Reg VI Ins 14 Taberna Lusoria (28)
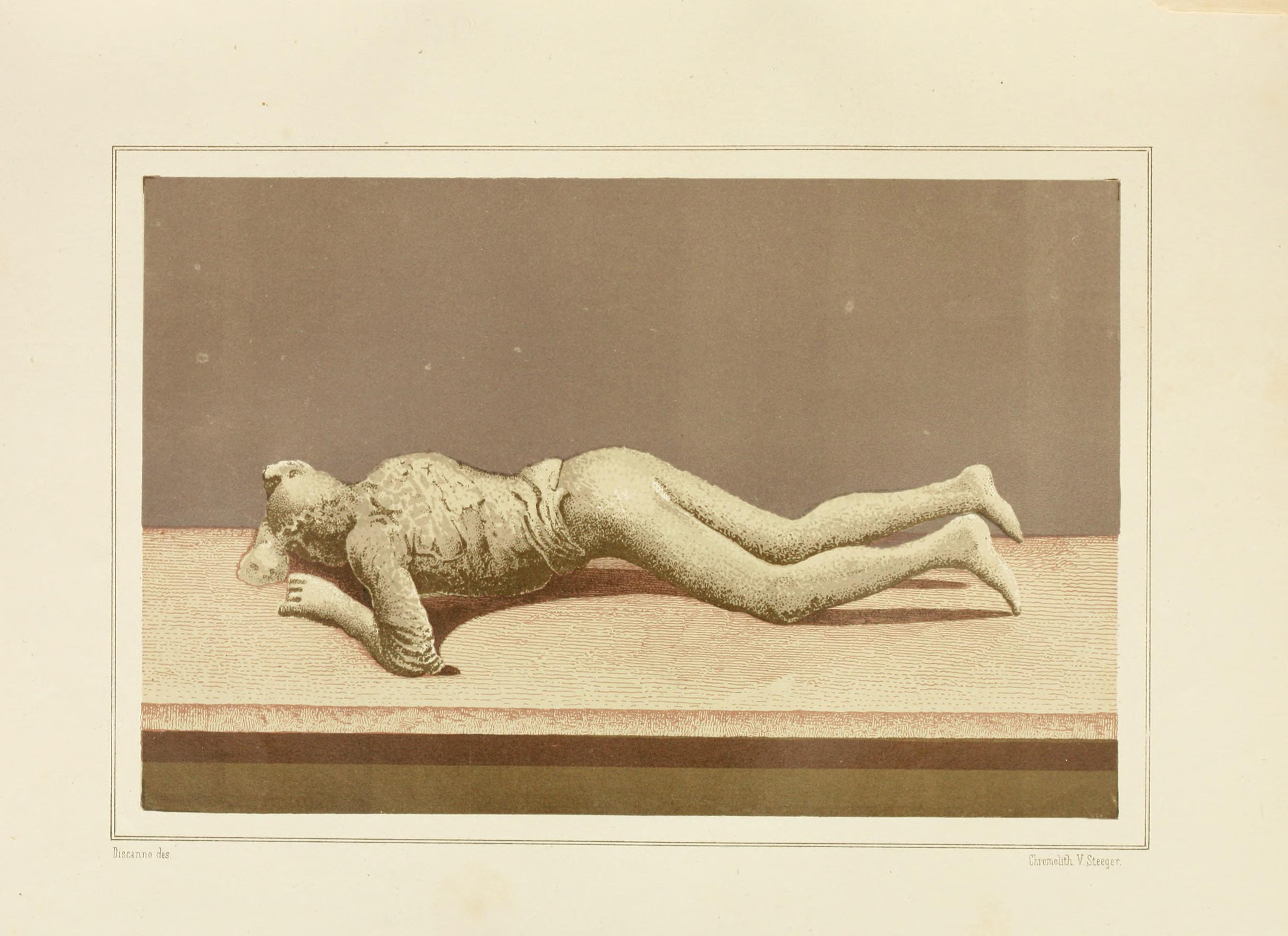
Acquerello del calco della vittima da Pompei Reg VI Ins 14 (casa senza nome 40)
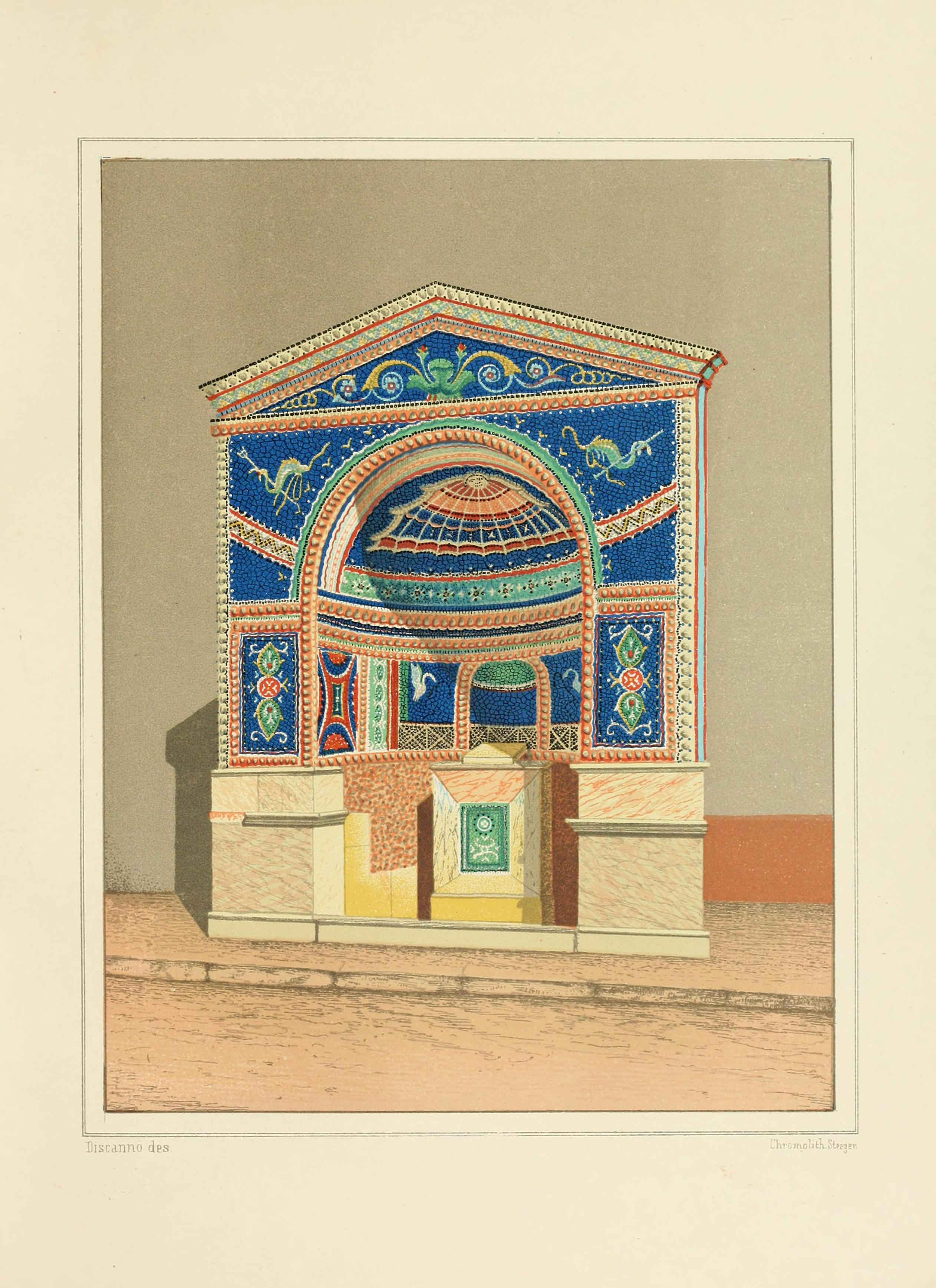
Fontana in mosaico della Casa degli Scienziati Pompei
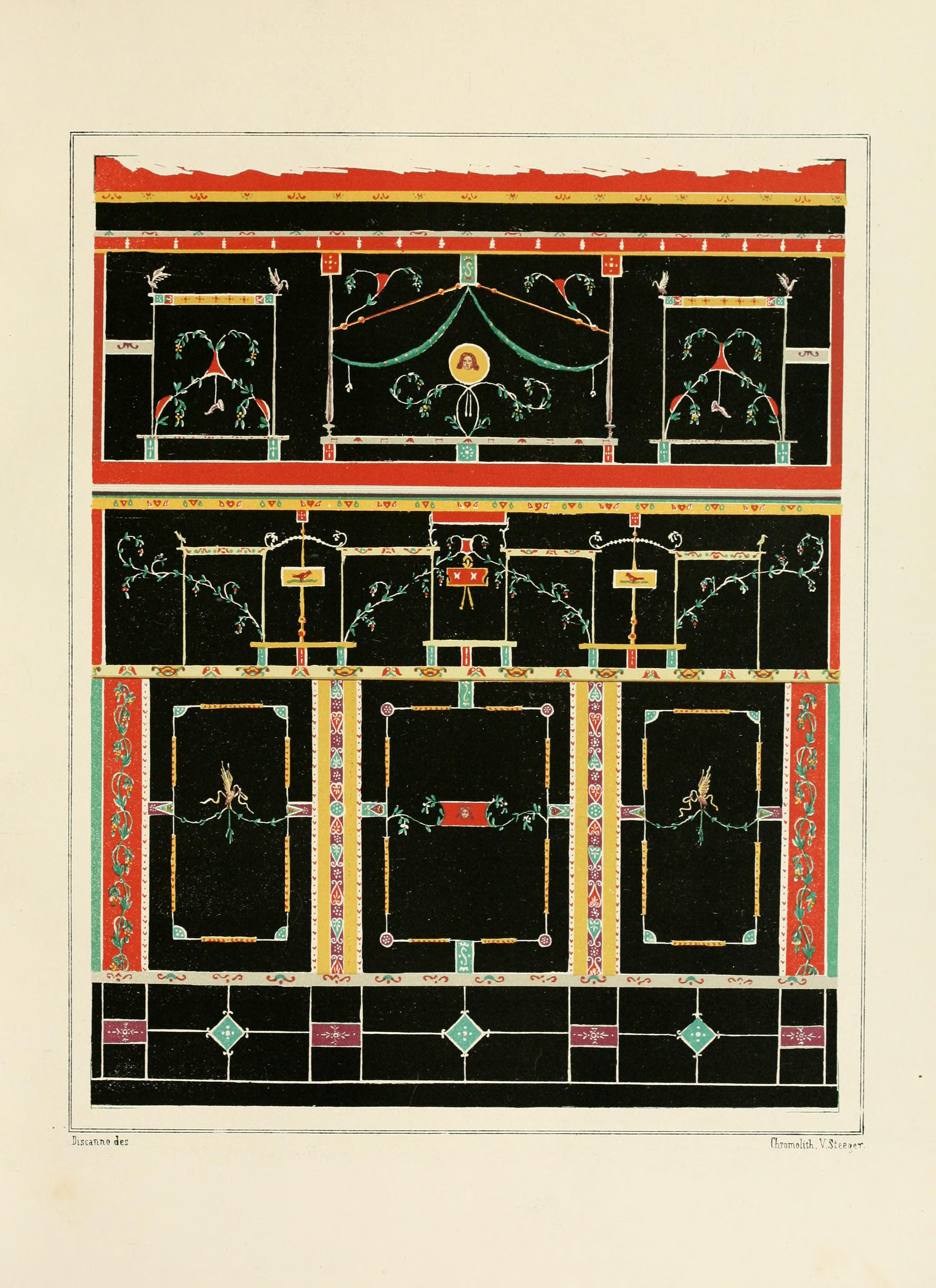
Parete affrescata in Reg VI Ins 14 Nr 40 Pompei
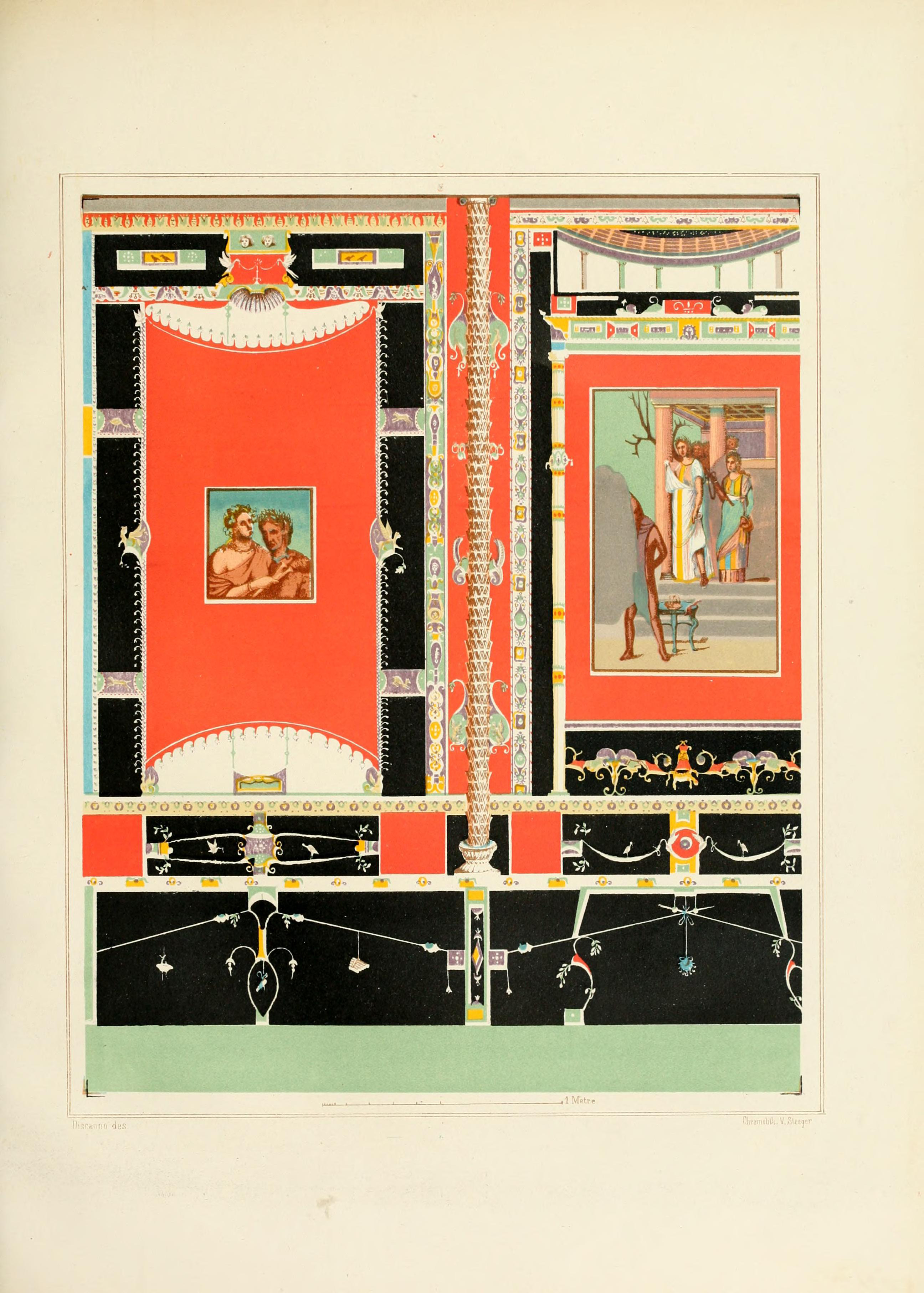
Parete affrescata della Casa di Lucius Caecilius Jucundus Pompei
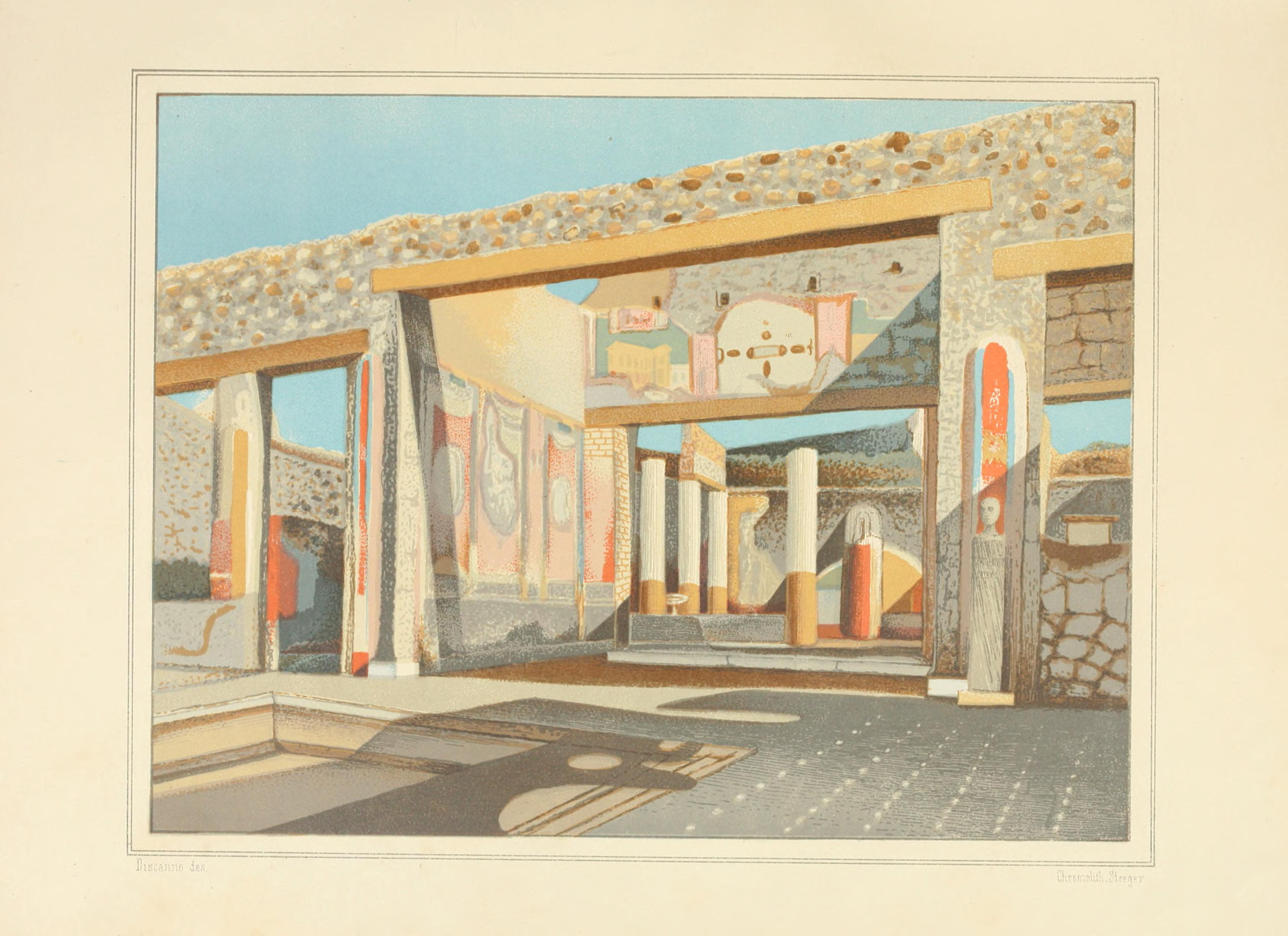
Esterno della Casa di L Caecilius Jucundus Pompei